# Stanislav Judl
Stanislav Judl (9. srpna 1951 Plzeň – 12. února 1989 Praha) byl český grafik, sochař, malíř a publicista.

## Život
Stanislav Judl byl synem strojvedoucího a skladnice a měl mladší sestru Blanku (*1955). V Plzni patřil mezi první žáky Lidové školy umění, založené roku 1962. V letech 1966-1970 absolvoval obor užité malby na Střední uměleckoprůmyslové škole v Praze na Žižkově a poté v letech 1970-1976 studoval na Akademii výtvarných umění v Praze v ateliéru monumentální a figurální malby profesora Arnošta Paderlíka. Na AVU aktivně sportoval a věnoval se modernímu i historickému šermu. Byl členem spolku Regius a jeho aktivní zájem o středověk ho přivedl i k jízdě na koni. V Paderlíkově ateliéru se seznámil s Petrem Pavlíkem, Vladimírem Novákem, Václavem Bláhou a Michaelem Rittsteinem a později se účastnil jejich neoficiálních výstav. Blízký vztah měl také s Hedvikou Krejčovou a Paderlíkovým asistentem Rostislavem Novákem. V letech 1976-1977 absolvoval základní vojenskou službu a roku 1977 získal podkrovní ateliér v Holandské ulici č. 16 ve Vršovicích.
Absolvoval za normalizace, kdy mladé výtvarníky postihovaly zákazy a jako jediné výstavní prostory zbyly pouze neoficiální galerie, dvorky, pole, závodní kluby apod. Judl byl solitér ze "ztracené" generační vrstvy, která nepatřila k žádnému z tehdejších sdružení (12/15, Tvrdohlaví), nestal se oficiálním umělcem ani členem undergroundu a vymykal se i z tzv. "šedé zóny". První samostatnou výstavu měl roku 1979 v Muzeu hrnčířství v Kostelci nad Černými lesy. Roku 1982 získal půlroční stipendium SČSVU a zúčastnil se výstavy k III. sjezdu SSM, ale zároveň od tohoto roku vystavoval v neoficiálních galeriích nebo náhradních prostorách (Galerie ÚMCH, Tenisové dvorce Sparty, chmelnice Mutějovice) a přispíval do samizdatových sborníků. Roku 1984 se zúčastnil projektu Josky Skalníka Minisalon a roku 1985 přispěl do sborníku Šedá cihla, který vydala Jazzová sekce. V 80. letech se zabýval také ilustracemi (Jan Kašpar Jedna báseň!, Mladá fronta, 1988).
Přestože nebyl věřící, pokoušel se prostřednictvím umění hledat Boha a smysl tvorby spatřoval v "zodpovídání základních otázek života člověka". Jeho pojetí smyslu umění se shoduje s tezemi Jindřicha Chalupeckého a odkazuje k symbolismu a romantismu, ale na rozdíl od symbolistů nechápe tvorbu jako bohoslužbu, mystický zážitek nebo formu meditace. Východiskem jeho prací je zcela osobní existenciální prožitek. Z Judlových posledních obrazů je patrná krize jeho myšlení a konflikt poznání a smyslu i nedostupnost odpovědi na jeho tázání po absolutním. Jeho výpověď směřovala ke krajnosti, kterou překročil meze lidských možností. Jak je patrné z jeho vlastních úvah o duchovní podstatě umění z roku 1989 ("umění nemohu hledat jinde, než v překračování zdejšího", "touha byla vždy nějak spojena s nezávislostí na prostředí a vnitřní svobodou nahlédnutelnou také jako oběť"), vnímal sám sebe jako outsidera a trápil se pro svou nezařaditelnost. Jeho umělecký příběh je typickým příkladem existenciální beznaděje evropského intelektuála v závěru novověké periody, který se musí vyrovnávat se svými duchovními ambicemi bez opory náboženské víry a s hrůzou si uvědomuje, že bez ní neumí a nemůže žít. V únoru 1989, během přípravy jeho autorské výstavy v Ústředním kulturním domě železničářů na Vinohradech, ukončil život sebevraždou. Retrospektivní autorská výstava Stanislava Judla se uskutečnila až roku 2009 v Klatovech. Roku 2022 byla vystavena jeho díla z období 1980-1982 v Nové síni v Praze.
Stanislav Judl byl od roku 1982 ženat s historičkou umění Marií Černou, později provdanou Klimešovou, se kterou měl dva syny (Tobiáš *1982, Jáchym, *1985).

## Dílo
Jako žák LŠU a střední uměleckoprůmyslové školy dobře zvládal malbu v duchu tehdejšího "krotkého modernismu" (Autoportrét, 1968). Pozoruhodná kopie obrazu Maří Magdaleny z roku 1970 je dokladem jeho zájmu o barokní spiritualitu. Na AVU i pod vlivem svého profesora maloval zpočátku řemeslně kultivovaná díla v duchu tzv. "krotké moderny" a jeho obrazy se prodávaly v tehdejších galeriích podniku Dílo. Z této tvorby se vymykají dvě expresivní a pochmurné malby na zadané školní téma Koncentrační tábor (1973). Judlovy rané obrazy z první poloviny 70. let jsou abstrahované kompozice krajin nebo zátiší, se zcela asketickou barevností a převahou odstínů šedi. Teprve ke konci studia se v jeho obrazech odráží existenciální trauma ve formě brutálně malovaných expresivních hlav a portrétů (Zvíře, 1976). Jedna z jeho absolventských prací, vystavená na Výstavě mladých v Mánesu (1976) měla být důvodem k předvolání na "kárný pohovor".
Jeho diplomovou prací byl návrh monumentální betonové stěny pro tehdejší Palác kultury. Spolu s Rostislavem Novákem je autorem reliéfní stěny (1977) na Stadionu Evžena Rošického, instalované k mistrovství Evropy v lehké atletice v roce 1978. Byla to jeho první oficiální zakázka, pojatá jako estetizující abstraktní geometrická struktura, po které následovala podobná dekorativní stěna pro železniční depo v Michli. V 70. letech spolupracoval také s architektem Petrem Kovářem (Millenniální památník v Mladé Boleslavi, nerealizováno, modlitebna v Benešově), který až po Judlově smrti použil jeho sochu pro náhrobek Pavla Wonky.
Koncem 70. let, ve snaze odpoutat se od úspěšně zvládnuté malířské manýry, maloval barevné obrazy inspirované dětským viděním (Šašek, 1979). Mohl v nich uvolnit svou imaginaci bez ohledu na oficiální mantinely a odpoutat se od politických i uměleckých problémů. Tematicky představovaly únik do relativní svobody. Vystavil je na své první autorské výstavě v Kostelci nad Černými lesy a na Výstavě mladých v Mánesu.
Volnou tvorbu Stanislava Judla od počátku charakterizuje radikální nesmlouvavost. Obecně sdílený pocit bezvýchodnosti promítal do metafor lidské figury, interpretované jako absurdní, někdy komicky sestavený mechanismus, spoutaný, uvězněný nebo napínaný v prostoru bez souřadnic. Během deseti let se jeho dílo rychle vyvíjelo k duchovnímu a tíživě skeptickému pohledu na svět, pochybnostem a nakonec vyústilo v závěrečnou životní krizi. Jeho introvertní reflexe vede ke změně tvarosloví obrazů v nichž figurální znaky konfrontuje s rastry a geometrickými strukturami, jimiž se pokouší postihnout nadosobní řád. Na rozdíl od svých vrstevníků, kteří na tlak normalizace reagovali sžíravou groteskní figurací, tíhl spíše k imaginativní tvorbě a meditativnímu surrealismu. Pracoval se symboly, nejčastěji jehlanem, který má základnu na Zemi a špičkou míří k nebesům. V jeho pojetí tak představuje cestu ze tmy ke světlu a od hmoty k duchovnu. Naléhavé působení Judlových maleb zdůrazňuje jejich asketická barevnost, omezená na valéry pouhých dvou základních tónů – červené a černé. Malbu doplňuje otiskování předmětů do barevné vrstvy, prošívání, trhání a sešívání plátna, ale zásahy do materiálu podložky nejsou primárně destruktivní, obrazy působí vždy dojmem perfektního zpracování a dokončenosti. Kromě malby se věnoval i kresbě a tvorbě sochařských objektů s využitím drátěného pletiva.
Napětí mezi černou a bílou, vzpínání forem do výšky k jedinému nedostupnému bodu, narušované ostny a hroty, černé figury "světců" a variace na oltáře a svatostánky svědčí o tom, že Judl vnímá obecné pojetí umění jako osobní transcendenci. Z postmoderního myšlenkového klimatu přijímá pouze princip pluralismu jako otevření nových výrazových možností, ale soustřeďuje se na tabuizované téma vztahu člověka a absolutna. Roku 1985 namaloval první verzi svého ústředního tématu "Něco s osudem", který se týká obecně lidského problému - naléhavé potřeby pátrat po konečném smyslu a na druhé straně nedostupnost absolutního poznání. Sám Judl uvádí: "všechno ideální je zároveň nejisté a neprůkazné a do určité míry nejsoucí. Takže zbývající míru jsoucnosti je třeba prokazovat skrze to patrné, tedy fyzickou životní existenci". Jeho myšlení a tvorba se propadá k temné "rozervě poznání a smyslu", která je patrná v obrazech z poslední periody jeho tvorby. Judlovo pojetí tvorby jako zodpovídání základních otázek člověka nemělo ve své intenzitě v 80. letech obdobu. Výpověď, ke které směřoval, překročila meze lidských možností a vedla nakonec k dobrovolnému ukončení života.

### Zastoupení ve sbírkách
- Národní galerie Praha
- Galerie hlavního města Prahy
- GASK Kutná Hora (České muzeum výtvarných umění, Praha)
- Muzeum umění Olomouc
- Galerie Benedikta Rejta, Louny
- Galerie moderního umění, Roudnice nad Labem
- Galerie umění Karlovy Vary
- Západočeská galerie v Plzni
- Galerie výtvarného umění, Cheb

### Výstavy

#### Autorské
- 1979 Stanislav Judl, Muzeum hrnčířství, Kostelec n. Č Lesy
- 1981 Stanislav Judl, Ivan Kafka, Muzeum hrnčířství, Kostelec nad Černými lesy
- 1982 Stanislav Judl: Obrazy, kresby, plastiky, Ústav makromolekulární chemie (Galerie Makráč), Praha
- 1985 Stanislav Judl, Galerie pod podloubím, Olomouc
- 1986 Stanislav Judl: Sochy a obrazy, Ústav makromolekulární chemie (Galerie Makráč), Praha
- 1987 Stanislav Judl: Převážně obrazy, Atrium na Žižkově, Praha
- 1989 Stanislav Judl: Obrazy a plastiky, Ústřední kulturní dům železničářů (ÚKDŽ), Praha
- 2001 Stanislav Judl: 1951 - 1989, Výstavní síň „13“, Plzeň
- 2006 Stanislav Judl: Obrazy, kresby, KD města Soběslav
- 2009 Stanislav Judl, Galerie U Bílého jednorožce, Klatovy[19][12]
- 2022 Stanislav Judl: Napjaté vztahy, Galerie Nová síň, Praha<[13]

#### Kolektivní (výběr)
- 1981 Kresba, grafika (Hájenka 1981), Hájenka ve Hvězdě, Praha
- 1981 Táborské setkání, Bechyňská brána, Tábor
- 1982 Práce architektů, malířů a sochařů, Ústav makromolekulární chemie (Galerie Makráč), Praha
- 1982 Setkání, Tenisové dvorce TJ Sparta Praha, Praha
- 1983 Člověk a svět. Mladá figurální tvorba, Oblastní galerie Liberec
- 1983 Chmelnice, Mutějovice
- 1984 Obraz a objekt, Bechyňská brána, Tábor
- 1984 Možnosti dotyku (Stanislav Judl, Vladimír Merta, Václav Stratil, Miloš Šejn, Margit Titlová), Výstavní síň MKS Rokycany
- 1987 Rockfest 87, Palác kultury, Praha
- 1988 Prostor 3, Jan Steklík: Čára, Galerie H, Kostelec nad Černými lesy
- 1988 Přírůstky 1985-1987, Staroměstská radnice, Praha
- 1988 Jeden starší - jeden mladší. Obrazy, sochy, realizace, Lidový dům, Praha
- 1989/1990 Střední věk, Dům U Kamenného zvonu, Praha, Oblastní galerie výtvarného umění, Gottwaldov (Zlín), Budapest Galéria Kiállitóháza, Budapešť
- 1991 Šedá cihla 78/1991, Galerie U Bílého jednorožce, Klatovy, Dům umění, Opava
- 1992-2003 Minisalon, Galerie Nová síň, Praha, Mons, Hollywood, Cincinnati, New York, Indianapolis, Rapids, Albuquerque, Chicago, Columbia, Nord Dartmouth, St. Petersburg, Fort Myers, Praha, Brusel, Jakarta, Ubud, Surabaja, Paris
- 1992 Boštík... Zoubek: 20 let výtvarných výstav v Makru (1972 - 1992), Ústav makromolekulární chemie (Galerie Makráč), Praha
- 1992 České výtvarné umění 1960-1990, Středočeská galerie, Praha
- 1992/1993 Přírůstky českého umění 20. století z let 1989-1992, Jízdárna Pražského hradu
- 1993/1994 Příběhy bez konce, Princip série v českém výtvarném umění, Místodržitelský palác, Brno, Palác Kinských, Praha
- 1995 České výtvarné umění XX. století ze sbírek Českého muzea výtvarných umění, Dům U Černé Matky Boží, Praha
- 1996 V prostoru 20. století: České umění ze sbírky Galerie hlavního města Prahy, Městská knihovna Praha, Praha
- 1996/1997 Umění zastaveného času / Art when time stood still: Česká výtvarná scéna 1969-1985, Praha, Brno, Cheb
- 1999 Přírůstky sbírek státních galerií z let 1990-1997, Jízdárna Pražského hradu, Praha
- 2000 Dva konce století 1900 2000, Dům U Černé Matky Boží, Praha
- 2000/2001 100+1 uměleckých děl z dvacátého století / 100+1 Art Works of the Twentieth Century, Dům U Černé Matky Boží, Praha
- 2001 Bilance II: Obrazy a sochy 2. poloviny 20. století ze sbírek Galerie umění Karlovy Vary, Galerie umění Karlovy Vary
- 2004 Kresba, kresba... Česká kresba 80. let 20. století ze sbírek členských galerií RG ČR, Výstavní síň Masné krámy, Plzeň
- 2005 Exprese / Expressiveness, České muzeum výtvarných umění, Praha
- 2008 Nechci v kleci!: České a slovenské umění 1970-1989 ze sbírek Muzea umění Olomouc / No cage for me!: Czech and Slovak Art 1970–1989 from Collections of Olomouc Museum of Art, Muzeum umění Olomouc
- 2008 Autoportrét v českém umění 20. a 21. století / Self-portrait in the Czech Art of the 20th a 21st century, Alšova jihočeská galerie v Hluboké nad Vltavou
- 200 Galerie umění Karlovy Vary ...ze sbírky, Galerie umění Karlovy Vary
- 2012/2013 Od Tiziana po Warhola: Muzeum umění Olomouc 1951-2011 (IV. Výtvarné umění 1948-2011)
- 2014 50, Zámek Klenová
- 2016/2017 Šumění andělských křídel, Muzeum umění Olomouc
- 2022 Posvátné umění v nesvaté době: České sakrální umění 1948-1989, Muzeum umění Olomouc
- 2022/2023 Výtvarný projekt Minisalon 15x15x5 cm, Galerie Nová síň, Praha, Galéria Umelka, Bratislava

### Monografie
- Pavla Pečinková: Judl, 183 s., Galerie Klatovy / Klenová 2009, ISBN 978-80-87013-12-0

### Autorské katalogy
- Stanislav Judl: Obrazy, kresby, plastiky, text Roman Prahl, Ústav makromolekulární chemie (Galerie Makráč), Praha 1982
- Stanislav Judl, text J. Chalupecký, P. Pečinková, Galerie pod podloubím, Olomouc 1985
- Stanislav Judl: Převážně obrazy, text Petr Wittlich, Atrium na Žižkově, Praha 1987
- Stanislav Judl: Obrazy a plastiky, text Ivo Janoušek, Ústřední kulturní dům železničářů (ÚKDŽ), Praha 1989
- Stanislav Judl 1951-1989, text Pavla Pečinková, Západočeská galerie v Plzni 2001, ISBN 80-86415-08-2

### Souborné publikace
- Marie Judlová, Karel Srp: Střední věk, Galerie hlavního města Prahy 1989
- Pavla Pečinková, Contemporary Czech Painting, 235 s., G+B Arts International Limited, East Roseville 1993, ISBN 976-8097-25-6
- Jindřich Chalupecký, Nové umění v Čechách, 173 s., Nakladatelství a vydavatelství H&H, s.r.o., Jinočany 1994
- Alena Potůčková, Umění zastaveného času. Česká výtvarná scéna 1969-1985, ČMVU, Praha 1996
- Marcela Pánková, Zakázané umění, Výtvarné umění 3-4, 1995, 1-2, 1996
- Nechci v kleci! / No cage for me! (České a slovenské umění 1970-1989 ze sbírek Muzea umění Olomouc / Czech and Slovak Art 1970-1989 from collections of Olomouc Museum of Art), 247 s., Muzeum umění Olomouc 2008, ISBN 978-80-87149-04-1

### Články
- Pavla Pečinková: Stanislav Judl, samizdat NN 4, 1986, s. 17-18
- Ivo Janoušek, Obrazové vize Stanislava Judla, Ateliér 6, 1989, s. 5
- Jiří Fiala, Mluví-li duše, Vesmír 75, 1996/5, s. 298
- Pavla Pečinková: Stanislav Judl, Ateliér 19, 2001, s. 4
- Václav Malina, Setkávání se Stanislavem Judlem, Spektrum 3, 2001, s. 12
- Marie Klimešová, Osamocený romantik Stanislav Judl, Revue Art 2, 2005, s. 44-47
- Peter Kováč, Judlova malířská cesta ze tmy ke světlu, Právo 88, 2009, s. 14
- (ček), Žil i zemřel v nevhodnou dobu, Mladá fronta Dnes 56, 2009, s. B/4